# Kinghorn (circonscription du Parlement d'Écosse)
Kinghorn dans le Fife était un Burgh royal qui a élu un Commissaire au Parlement d'Écosse et à la Convention des États.
Après les Actes d'Union de 1707, Kinghorn, Burntisland, Dysart et Kirkcaldy ont formé le district de Dysart, envoyant un membre à la Chambre des communes de Grande-Bretagne.

## Liste des commissaires de burgh
- 1661: Robert Cunningham, bailli [1]
- 1665 convention: non représentée
- 1667 convention: James Wood [2]
- 1678 (convention): John Bruce de Wester Abden, bailli [3]
- 1681–82, 1685–1686: Robert Bruce, marchand, bailli [4]
- 1689 (convention), 1689–1702: Patrick Wallace, bailli [5]
- 1702–1705: James Melvill of Halhill (mort vers 1705) [6]
- 1706-1707: Patrick Moncreiff[7]